# Alessio Liguori
Alessio Liguori (1981) è un regista italiano.

## Biografia
Laureatosi presso il DAMS di Roma, Liguori fa il suo debutto nella regia lavorando ad alcune campagne pubblicitarie, tra cui una di Save the Children a cui hanno preso parte personaggi come Fabrizio Frizzi, Flavio Insinna e Giobbe Covatta. Nel 2010 dirige il suo primo cortometraggio La rete. Nel 2013 viene distribuito il suo film di debutto Report 51, thriller fantascientifico girato con la tecnica del found footage che riesce a ottenere una distribuzione internazionale. Nel 2019 Liguori dirige la sua opera seconda, il film horror In the Trap - Nella trappola. Presentato in anteprima al Trieste Film Festival e distribuito in 23 nazioni in giro per il mondo, il film viene accolto positivamente dalla critica e incassa circa 83 mila dollari al botteghino internazionale. Nel 2020 dirige il suo terzo film Shortcut, presentato in anteprima al Giffoni Film Festival e distribuito successivamente anche nel mercato statunitense. Nel 2022 dirige il quarto lungometraggio, il thriller The Boat, e l'anno successivo Il viaggio leggendario, film con protagonisti la coppia di youtuber DinsiemE e distribuito da Medusa Film.

## Filmografia
- Report 51 (2013)
- In the Trap - Nella trappola (2019)
- Shortcut (2020)
- The Boat (2022)
- Il viaggio leggendario (2023)
- Black Bits (2023)